# WALLOP

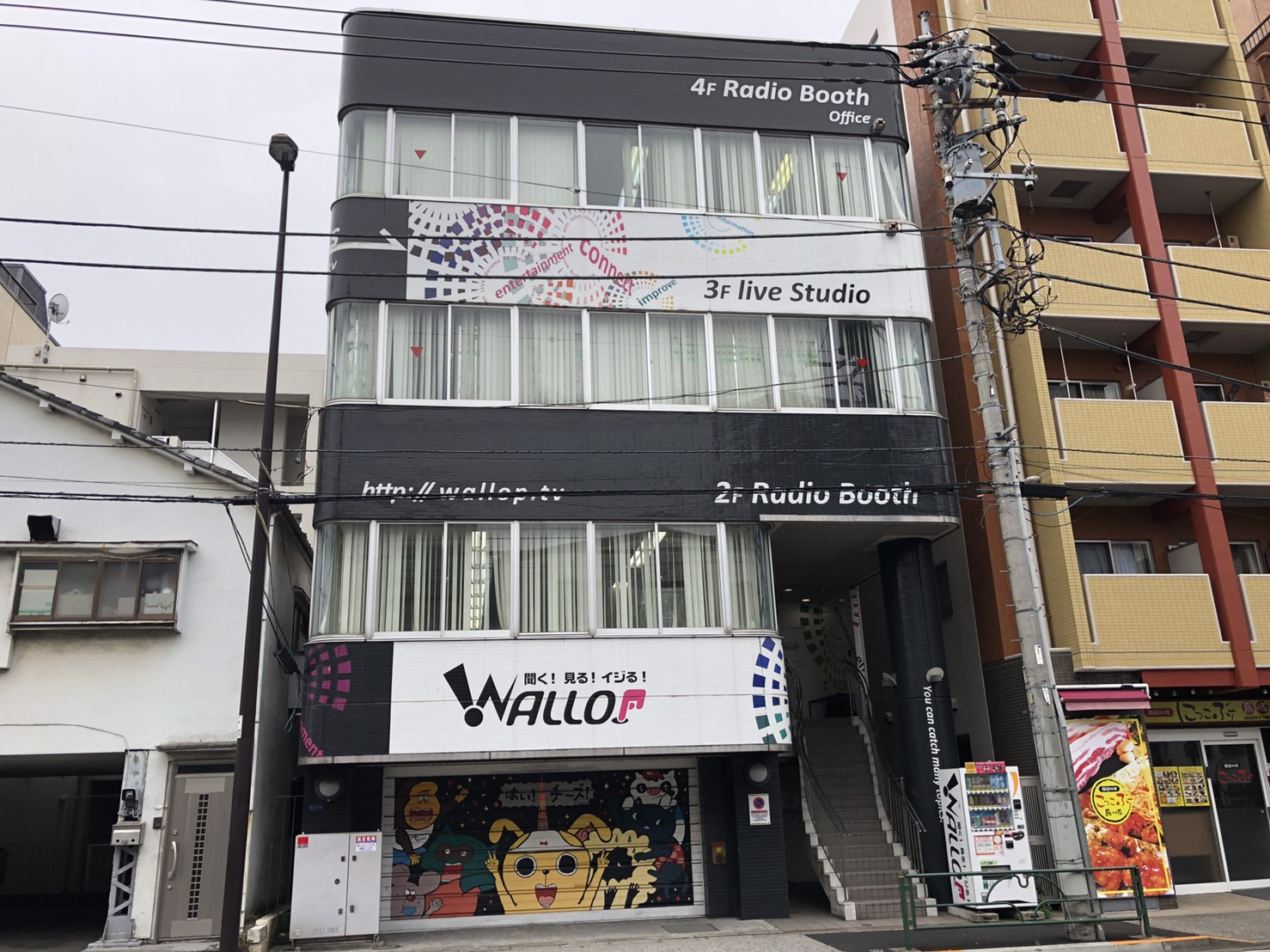
ワロップ放送局・ビル（2021年撮影）

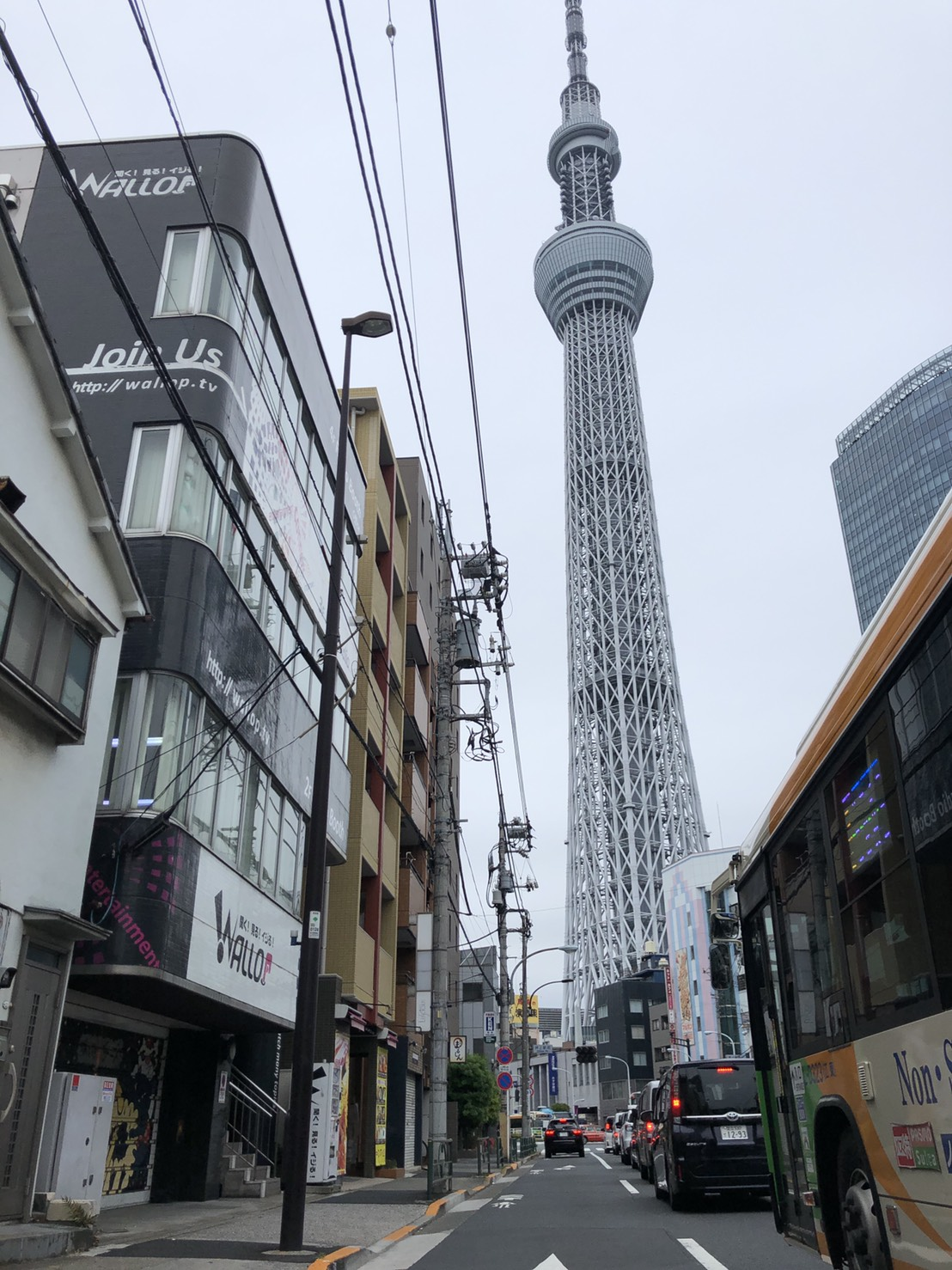
東京スカイツリーの目の前にワロップ放送局ビル（2021年撮影）

WALLOP（ワロップ）は、2012年4月1日に開局したスマートフォン向けのインターネット配信放送局。運営は株式会社ワロップ・3.0。
代表者
資本金
3,400万円（2013年4月末日現在）

## 概要
専用スタジオを抱えており、「才能の原石を原石のまま終わらせない新しい放送局」として、芸能人・音楽家など自己表現したい人に発表の場を与え、公開放送への入場、インターネットを通じてのコメント、有料会員登録などを通じて視聴者が参加し、番組を支援する形をとっている。
以前はスマートフォンやタブレット端末への配信に特化していたが、2014年4月から専用のビューワーをHPに設置しPCでの視聴に対応した。番組によってはUstreamやニコ生でのサイマル放送も行っている。生放送分は、通信環境さえあれば、どの端末からも無料で聞くことができる。記録保存されたものを一定時間以後に視聴するには有料会員登録が必要であったが、2014年4月より、「WALLOP SELECT」 でのストリーミング販売に切り替えられている。
アプリは地域情報との連動を売りにしており、位置情報を活用してユーザーが今いる場所にぴったりあった広告やイベント情報を届けることが可能。以前は、マピオンがサービスを提供していたが、2012年12月末で抜け、株式会社ワロップ放送局（代表取締役社長：頃末敬）が引き継いでいる。
2023年1月30日に株式会社ワロップ放送局は「株式会社ワロップ・3.0」に商号変更した。
2024年4月30日、「WALLOP Select」サービス終了。

## スタジオ
押上エリア（東京都墨田区業平4-16-6）に専用スタジオ「WALLOP押上スタジオ」を設置。
- 1st - WAROSスタジオ（観覧可能なスタジオ、座席数90席、3階）
- 2st、3st - ラジオスタジオ（簡易カメラで映像配信も可能、4階）
- 5st - ラジオスタジオ（簡易カメラで映像配信も可能、スケルトンスタジオとなっているため番組観覧スタジオとしても使用可、2階）

この他に、貸会議室もある。
また声優の桃井はるこは、ワロップのスタジオを「ワロス」と呼んでいるが、いちばん大きな公開生放送ができるスタジオが正式に「WAROS」と名付けられた。

## WALLOP ENTERTAINMENT
ワロップ放送局がプロデュース及びマネジメントするアイドル・プロダクション。
所属グループは以下の通り。
- notall [12] - 2014年5月結成。
- CURATIONS - 2016年7月デビュー、2017年11月活動休止
- きゃわふるTORNADO - 2017年2月11日デビュー、2021年5月18日「Symdolick」 に改名
- rsimhime - 2017年5月デビュー、2017年6月活動休止
- DiBLack - 2018年9月8日デビュー、2019年8月17日解散
- adot - 2018年11月デビュー、2020年8月23日「覚醒のアドット」に改名、2021年12月23日I LOVE YOU ENTERTAINMENT MUSICに移籍
- wieee - 2019年8月17日デビュー、2022年6月29日新体制で再始動
- Shupines - 2020年2月デビュー(wieeeから独立)
- limes - 2020年2月デビュー(wieeeから独立)、2020年7月解散
- paslil' - 2021年7月デビュー (wieeeから改名)
- 雲装少女 - 2022年5月デビュー
- えすれある - 2023年6月デビュー

## ライバーブランディングルーム
各種ネット配信を行うライバーを支援する事業を行っている。